# بلمبوسين
بلمبوسين (ملاحظة 1) هو مركب رصاص عضوي صيغته الكيميائية C10H10Pb؛ وهو ينتمي إلى مجموعة الميتالوسين.

## التحضير
يمكن أن يحصل على المركب من تفاعل حلقي بنتاديينيد الصوديوم مع مصدر أيوني للرصاص الثنائي مثل نترات الرصاص الثنائي، أو يوديد الرصاص الثنائي.

## الخواص
المركب قابل للانحلال في المذيبات العضوية المعروفة مثل البنزين والأسيتون وثنائي إيثيل الإيثر. وهو بالمقابل لا ينحل في الماء.
يوجد هناك مشتقات معروفة لمركب البلمبوسين.

## هوامش
ملاحظة 1 بلمبوسين يقابلها بالإنجليزية Plumbocene